# Pleurospermum yulungense
Pleurospermum yulungense är en flockblommig växtart som beskrevs av Cheng Yih Wu. Pleurospermum yulungense ingår i släktet piplokor, och familjen flockblommiga växter. Inga underarter finns listade i Catalogue of Life.